# 慶州普門寺址石槽

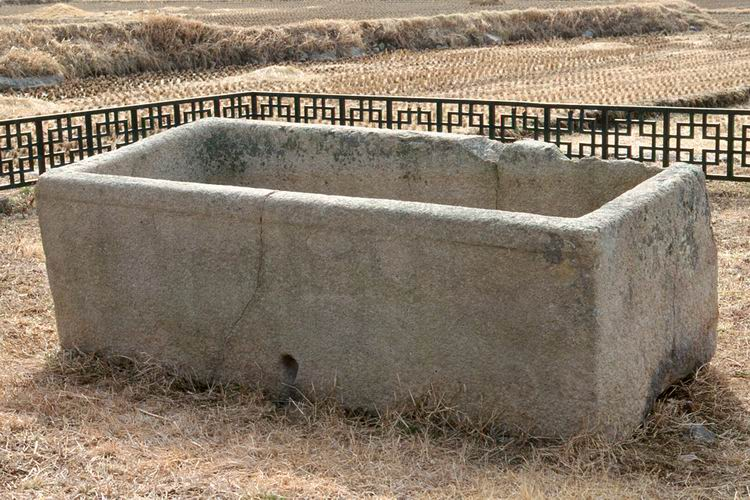
慶州普門寺址石槽

慶州普門寺址石槽(韓語：경주 보문사지 석조），位於慶尚北道慶州市普門寺，為統一新羅時代所建造的石槽，1963年1月21日被指定為大韓民國寶物第64號。

## 概要
此石槽為普門寺址著名的遺址。隨著刻有「普門」(韓語：보문)字樣的瓦片被發現後， 普門寺址就變得非常有名。這裏除了有供奉佛陀的金堂塔與雙塔外，還同時保留了幢竿支柱與石座等遺址。
這個石槽是寺廟裏為了生活用水所建造的石桶，目前寺廟中仍然使用類似的東西當作裝水的容器。石槽是將一塊大石頭內部挖空後用來裝水，頂部的邊緣比底部來得窄，下方表面是平整的。
雖然石槽整體的造型很大，但表面沒有任何華麗的裝飾，顯得樸實無華。以這種結構和其附近的遺址來看，估計應該是統一新羅時代所建造的。